# Bertula rufibasis
Bertula rufibasis là một loài bướm đêm trong họ Erebidae.